# Rudegyl (Asarums socken, Blekinge)
Rudegyl är en sjö i Karlshamns kommun i Blekinge och ingår i Mieåns huvudavrinningsområde. Sjön är 20,9 meter djup, har en yta på 0,129 kvadratkilometer och befinner sig 66,5 meter över havet.

## Delavrinningsområde
Rudegyl ingår i det delavrinningsområde (623717-143933) som SMHI kallar för Mynnar i Mieån. Medelhöjden är 68 meter över havet och ytan är 1,83 kvadratkilometer. Det finns inga avrinningsområden uppströms utan avrinningsområdet är högsta punkten. Vattendraget som avvattnar avrinningsområdet har biflödesordning 2, vilket innebär att vattnet flödar genom totalt 2 vattendrag innan det når havet efter 14 kilometer. Avrinningsområdet består mestadels av skog (85 %). Avrinningsområdet har 0,22 kvadratkilometer vattenytor vilket ger det en sjöprocent på 11,9 %.